# Paul Romer
Paul Michael Romer (Denver, 7 november 1955) is een Amerikaans econoom, entrepreneur en activist. In 2018 kreeg hij, samen met William Nordhaus, de Nobelprijs voor de Economie  voor zijn onderzoek naar innovatie en economische groei. Hij is de grondlegger van de endogene groeitheorie, waarin hij het spanningsveld beschrijft tussen schaarste aan hulpbronnen en mogelijk schadelijke bijeffecten van ontdekkingen en innovaties. Romer doet een beroep op de vindingrijkheid van de mens, want hoe meer duurzame ideeën, des te groter de kans op daadwerkelijke vooruitgang.

## Wetenschappelijke loopbaan
Paul Romer behaalde zijn middelbareschooldiploma in 1973. Hij studeerde van 1977 tot 1979 aan het Massachusetts Institute of Technology en de Queen's University in Canada, met als resultaat een Bachelor of Science in wiskunde en een Ph.D economie in 1983. Romer was als hoogleraar economie verbonden aan de universiteiten van Chicago, Berkeley, Stanford en Rochester. In 2016 kreeg hij een aanstelling als hoofdeconoom van de Wereldbank, een invloedrijke positie binnen deze organisatie maar hij nam in 2018 ontslag. Sindsdien is hij hoogleraar aan de New York-universiteit.

## Economische groei
Volgens het Solow-model uit 1956 zijn drie factoren bepalend voor economische groei, namelijk kapitaal, bevolkingsgroei en technologische innovaties. In 1994 voegt Paul Romer daar een vierde element aan toe. Hij toont aan dat de economie net zozeer afhankelijk is van investeringen in Onderzoek en Ontwikkeling en lanceert het begrip Endogene groeitheorie.
Indachtig de theorie van Thomas Malthus komt Romer tot de conclusie dat er een eindigheid zit aan de natuurlijke hulpbronnen en er geen mogelijkheid bestaat voor onbeperkte groei. Als voorbeeld noemt Romer de grondstof  koper. Wanneer we de beschikbare hoeveelheid koper delen op het aantal inwoners van de aarde is deze grondstof op een gegeven moment uitgeput. Ook schaalgrootte geeft als uitkomst: twee maal zoveel mensen betekent de helft van de beschikbare hulpbronnen.
Goederen kunnen onderverdeeld worden in concurrerend of zonder concurrentie met andere producten of diensten. Wanneer er sprake is rivaliteit kan het product alleen maar in bezit zijn of gebruikt worden door één enkele consument. Iets dat door iedereen gratis gebruikt kan worden, zoals internet en autowegen, vormt geen bedreiging voor andere producten. In Romers model heeft juist dit soort vindingen een langetermijneffect op economische groei.	

## Duurzame oplossingen
Bij de toekenning van de Nobelprijs voor economie zei Romer dat zijn werk samenvalt met de bedoelingen van Alfred Nobel, namelijk dat het niet louter wetenschappelijk van waarde zou zijn, maar ook tot nut van de mensheid. Hij constateert, dat veel uitvindingen een keerzijde hebben. Zowel het bestrijdingsmiddel DDT of  loodhoudende benzine schadelijke effecten hebben op het milieu en roken kanker kan veroorzaken. Als voorbeeld van een volledig geslaagde ontdekking noemt hij de ontwikkeling van een oraalrehydratiemiddel. Tot voor kort stierven in ontwikkelingslanden miljoenen kinderen aan uitdroging door diarree. Met een paar mineralen, zout en suiker (producten die nooit schaars zullen worden) konden al deze levens worden gered.
De ontwikkeling van nieuwe ideeën moeten het liefst vorm krijgen op papier of tegenwoordig  in bytes, zodat zij vermenigvuldigd kunnen worden en onder iedereen op de aarde verspreid. Zoals Pythagoras een meetkundige stelling bedacht, die heden ten dage nog steeds gebruikt wordt in het bouwen van huizen.
Bij nieuw verworven inzichten kunnen bedrijven en instellingen voortborduren op het proces. Dus het weglekken van kennis hoeft geen probleem te zijn, want patenten en licenties bieden een zekere mate van bescherming.
Romer is voorstander van het open en transparant delen van informatie, zoals data, en daar ook financiering voor te verschaffen van de kant van de overheid. Door de kracht van ideeën zullen we onze medemens niet langer als een rivaal zien, maar als bondgenoot. Het belangrijkste vindt Romer morele vooruitgang, waarin het niet meer gaat over wat we hebben, maar wie wij zijn. Niet alleen tegenover mensen maar ook andere levende wezens.
Sinds de Verlichting zijn wetenschap en de democratie nog nooit zo bedreigd geweest als nu. Dit komt door de macht van de markteconomie, waarin technologische vindingen weliswaar steeds opnieuw gebruikt worden, maar niet onderworpen zijn aan democratische controle. Romer gold lange tijd als favoriete econoom van Silicon Valley, omdat hij het idee van innovaties als brandstof van de moderne economie zou omarmen. Op latere leeftijd veranderde hij  van inzicht en zei dat de techbedrijven juist een verlammende werking op innovatie hebben. Hij is voorstander van zwaardere belastingen voor bedrijven als Google en Facebook.
Regelmatig krijgt hij het verwijt dat hij overdreven optimistisch is en geen oog heeft voor de realiteit. Maar het academische model werkt nog steeds, aldus Romer, al zijn er meer mensen nodig in de wetenschap en hun  productiviteit moet omhoog. Zij kunnen het leven op aarde beter maken en iedereen ervan laten profiteren.
1969: Frisch, Tinbergen ·
1970 : Samuelson ·
1971: Kuznets ·
1972: Hicks, Arrow ·
1973: Leontief ·
1974: Myrdal, Hayek ·
1975: Kantorovitsj, Koopmans ·
1976: Friedman ·
1977: Ohlin, Meade ·
1978: Simon ·
1979: Schultz, Lewis ·
1980: Klein ·
1981: Tobin ·
1982: Stigler ·
1983: Debreu ·
1984: Stone ·
1985: Modigliani ·
1986: Buchanan ·
1987: Solow ·
1988: Allais ·
1989: Haavelmo ·
1990: Markowitz, Miller, Sharpe ·
1991: Coase ·
1992: Becker ·
1993: Fogel, North ·
1994: Harsanyi, Nash, Selten ·
1995: Lucas ·
1996: Mirrlees, Vickrey ·
1997: Merton, Scholes ·
1998: Sen ·
1999: Mundell ·
2000: Heckman, McFadden ·
2001: Akerlof, Spence, Stiglitz ·
2002: Kahneman, Smith ·
2003: Engle, Granger ·
2004: Kydland, Prescott ·
2005: Aumann, Schelling ·
2006: Phelps ·
2007: Hurwicz, Maskin, Myerson ·
2008: Krugman ·
2009: Ostrom, Williamson ·
2010: Diamond, Mortensen, Pissarides ·
2011: Sims, Sargent ·
2012: Roth, Shapley  ·
2013: Fama, Hansen, Shiller  ·
2014: Tirole  ·
2015: Deaton  ·
2016: Hart, Holmström ·
2017: Thaler ·
2018: Nordhaus, Romer ·
2019: Banerjee, Duflo, Kremer ·
2020: Milgrom, Wilson ·
2021: Imbens, Angrist, Card ·
2022: Bernanke, Diamond, Dybvig ·
2023: Goldin ·
2024: Acemoglu, Johnson, Robinson
- Bibsys: 90723866
- Bibliothèque nationale de France: cb161987257 (data)
- CiNii: DA08090266
- Gemeinsame Normdatei: 12967432X
- International Standard Name Identifier: 0000 0001 1438 5202
- Library of Congress Control Number: n86005012
- Nationale Bibliotheek van Letland: 000343941
- Mathematics Genealogy Project: 199551
- Nationale Bibliotheek van Tsjechië: jx20090526023
- Nationale bibliotheek van Australië: 35894015
- Nationale Bibliotheek van Israël: 987007429105505171
- Nederlandse Thesaurus van Auteursnamen: 07476831X
- Trove: 1135115
- Virtual International Authority File: 15855149
- WorldCat: E39PBJhmF4yFT4tcFdBPrjvWDq